# Oltu
Oltu (in armeno: Ւղթիկ  Ughtik oppure Ւլթիկ  Ultik, in georgiano: ოლთისი  Oltisi, in russo Олти? Olti) è una città della Turchia appartenente alla provincia di Erzurum, nei pressi del confine con la Georgia.
Dal punto di vista storico può essere considerata parte della antica regione georgiana di Tao-Klarjeti. La città si è sviluppata sul sito dell'antica fortezza georgiana e bizantina di Oukhiti.
| Controllo di autorità | VIAF (EN) 236448063 · GND (DE) 4241798-3 |